# Källarfjärden
Källarfjärden är en fjärd i Finland. Den ligger i Houtskär i landskapet Egentliga Finland, i den sydvästra delen av landet, 200 km väster om huvudstaden Helsingfors.
Källarfjärden avgränsas av Lömsö i norr, Långnäs i öster, Granholm i söder och Roslax näs i väster. Den ansluter till Kivimo sund i väster.